# Talsperre Cova do Viriato
Die Talsperre Cova do Viriato (portugiesisch Barragem da Cova do Viriato) liegt in der Region Mitte Portugals im Distrikt Castelo Branco. Sie staut den Poios Brancos zu einem Stausee (port. Lago do Viriato) auf. Die Stadt Covilhã befindet sich ungefähr fünf Kilometer südöstlich der Talsperre.
Mit dem Projekt zur Errichtung der Talsperre wurde im Jahre 1976 begonnen. Der Bau wurde 1982 fertiggestellt. Die Talsperre dient der Trinkwasserversorgung. Sie ist im Besitz von Serviços Municipalizados da Covilhã.

## Absperrbauwerk
Das Absperrbauwerk ist eine Gewichtsstaumauer mit einer Höhe von 28 m über der Gründungssohle (22 m über dem Flussbett). Die Mauerkrone liegt auf einer Höhe von 1.576 m über dem Meeresspiegel. Die Länge der Mauerkrone beträgt 202 m und ihre Breite 4 m. Das Volumen der Staumauer umfasst 19.000 m³.
Die Staumauer verfügt sowohl über einen Grundablass als auch über eine Hochwasserentlastung. Über den Grundablass können maximal 12 m³/s abgeleitet werden, über die Hochwasserentlastung maximal 3,8 m³/s. Das Bemessungshochwasser liegt bei 34 m³/s.

## Stausee
Beim normalen Stauziel von 1.574,4 m (maximal 1.575 m bei Hochwasser) erstreckt sich der Stausee über eine Fläche von rund 0,235 km² und fasst 1,5 Mio. m³ Wasser – davon können 1,48 Mio. m³ genutzt werden.